# فرودگاه کونسی‌سآاو دو ارگوایا
فرودگاه کونسی‌سآاو دو ارگوایا (به انگلیسی: Conceição do Araguaia Airport) (به زبان بومی: Aeroporto de Conceição do Araguaia) یک فرودگاه همگانی مسافربری با کد یاتا CDJ است که یک باند فرود آسفالت دارد و طول باند آن ۱۸۰۰ متر است. این فرودگاه در کشور برزیل قرار دارد و در ارتفاع ۱۹۹ متری از سطح دریا واقع شده‌است.